# Peter Møller
Peter Møller-Nielsen (Frederikshavn, 23 maart 1972) is een Deens oud-profvoetballer, die na zijn voetbalcarrière sportjournalist werd. Hij was Deens international en won vier titels in de SAS Ligaen, waarvan hij in 2005 topscorer aller tijden werd. In het seizoen 1997/1998 speelde Møller voor PSV in de eredivisie.

## Clubcarrière
Møller won het Deense kampioenschap met Brøndby IF in de seizoenen 1995-'96 en 1996-'97. Vervolgens maakte hij tijdens verschillende avonturen in het buitenland zijn topscorerstatus nooit waar. Daarop keerde hij terug naar Denemarken, waar hij in de seizoenen 2002-'03 en 2003-'04 opnieuw twee titels won, nu met FC København, de aartsrivaal van zijn vroegere club.
De 1.90 m lange Møller stopte in 2005 met voetballen, zes maanden voor zijn contract bij FC København afliep, om te gaan werken voor Danmarks Radio.

## Interlandcarrière
Møller scoorde vanaf november 1990 zestien goals in 22 wedstrijden voor Denemarken onder 21, onder meer tijdens de Olympische Zomerspelen 1992. Op 4 september 1991 maakte hij zijn debuut voor het Deense nationale team in de vriendschappelijke wedstrijd in en tegen IJsland (0-0), net als Frank Pingel (Brøndby IF) en Heine Fernandez (Silkeborg IF). Møller speelde in totaal twintig officiële interlands (onder meer tijdens het wereldkampioenschap voetbal 1998), waarin hij vijf keer scoorde.

## Erelijst
Brøndby IF
- Superligaen

1996, 1997
 Aalborg Boldklub
- Topscorer Superligaen

1992 (17 goals)
1993 (20 goals)
 FC Kopenhagen
- Superligaen

2003, 2004, 2006
- Deense beker

2004